# Alberto Foguelman
Alberto Foguelman (ur. 13 października 1923 w Buenos Aires, zm. 9 grudnia 2013 w Buenos Aires) – argentyński szachista, mistrz międzynarodowy od 1963 roku.

## Kariera szachowa
W latach 1953–1976 wielokrotnie startował w finałach indywidualnych mistrzostw Argentyny, dwukrotnie (1959, 1962) zdobywając srebrne medale. W 1960 i 1962 reprezentował narodowe barwy na szachowych olimpiadach, w 1962 w Warnie zdobywając wspólnie z drużyną brązowy medal.
Wielokrotnie startował w turniejach międzynarodowych, największy sukces odnosząc w 1963 Fortalezie, gdzie w turnieju strefowym (eliminacji mistrzostw świata) zajął II m. (za Hectorem Rossetto) i zdobył awans do rozegranego w 1964 w Amsterdamie turnieju międzystrefowego, w który zajął XVIII m. w stawce 24 szachistów.
Do innych jego sukcesów na arenie międzynarodowej należały m.in.: dz. III m. w Mar del Placie (1962, za Raimundo Garcíą i Rodrigo Floresem, wspólnie z Samuelem Schweberem), dz. III m. w Hawanie (1963, mistrzostwa panamerykańskie, za Eleazarem Jiménezem i Eldisem Cobo, wspólnie z René Letelierem i Olício Gadíą), III m. w Santiago (1965, za Wasilijem Smysłowem i Jefimem Gellerem) oraz dz. I m. w Rio Hondo (1966, turniej strefowy, wzpólnie z Henrique Meckingiem, Julio Bolbochanem i Oscarem Panno).
Według retrospektywnego systemu Chessmetrics, najwyżej sklasyfikowany był w styczniu 1960, zajmował wówczas 105. miejsce na świecie.